# Archibald Peter McNab
Archibald Peter McNab, né le 29 mai 1864 et mort le 29 avril 1945, est une personnalité politique canadienne, qui fut Lieutenant-gouverneur de la province de la Saskatchewan de 1936 à 1945.

## Résultats électoraux
1. ↑  Saskatchewan Archives Board, « Résultats des élections générales », sur saskarchives.com (consulté le 9 août 2020)
2. ↑  Saskatchewan Archives Board, « Résultats des élections générales », sur saskarchives.com (consulté le 9 août 2020)
3. ↑  Saskatchewan Archives Board, « Résultats des élections générales », sur saskarchives.com (consulté le 9 août 2020)
4. ↑  Elections Saskatchewan, « Résultats des élections générales », sur elections.sk.ca (consulté le 9 août 2020)
5. ↑  Saskatchewan Archives Board, « Résultats des élections générales », sur saskarchives.com (consulté le 9 août 2020)